# Maynea puncta
Maynea puncta, es una especie de pez actinopeterigio marino, la única del género monotípico Maynea de la familia de los zoárcidos.

## Morfología
Con la forma del cuerpo típica de la familia de muy alargada y con una longitud máxima descrita de 28,2 cm.

## Distribución y hábitat
Se distribuye por el sudeste del océano Pacífico, en la provincia de Magallanes (Chile), así como al suroeste del océano Atlántico de Argentina, en las costas de la Patagonia y las islas Malvinas. Son peces marinos de comportamiento demersal que habitan a una profundidad entre la superficie y los 101 m, encontrándose desde la zona intermareal y los lechos de algas marinas hasta su profundidad máxima mencionada antes.